# Fort de Noisy
Le fort de Noisy ou fort de Noisy-le-Sec est une ancienne fortification de Paris. Il fait partie des seize forts détachés construits au XIXe siècle autour de l'enceinte de Thiers.
Il abrite actuellement la direction générale de la sécurité extérieure (DGSE).

## Situation et accès
Il est situé avenue Pierre-Kérautret à Romainville, en Seine-Saint-Denis.

## Historique

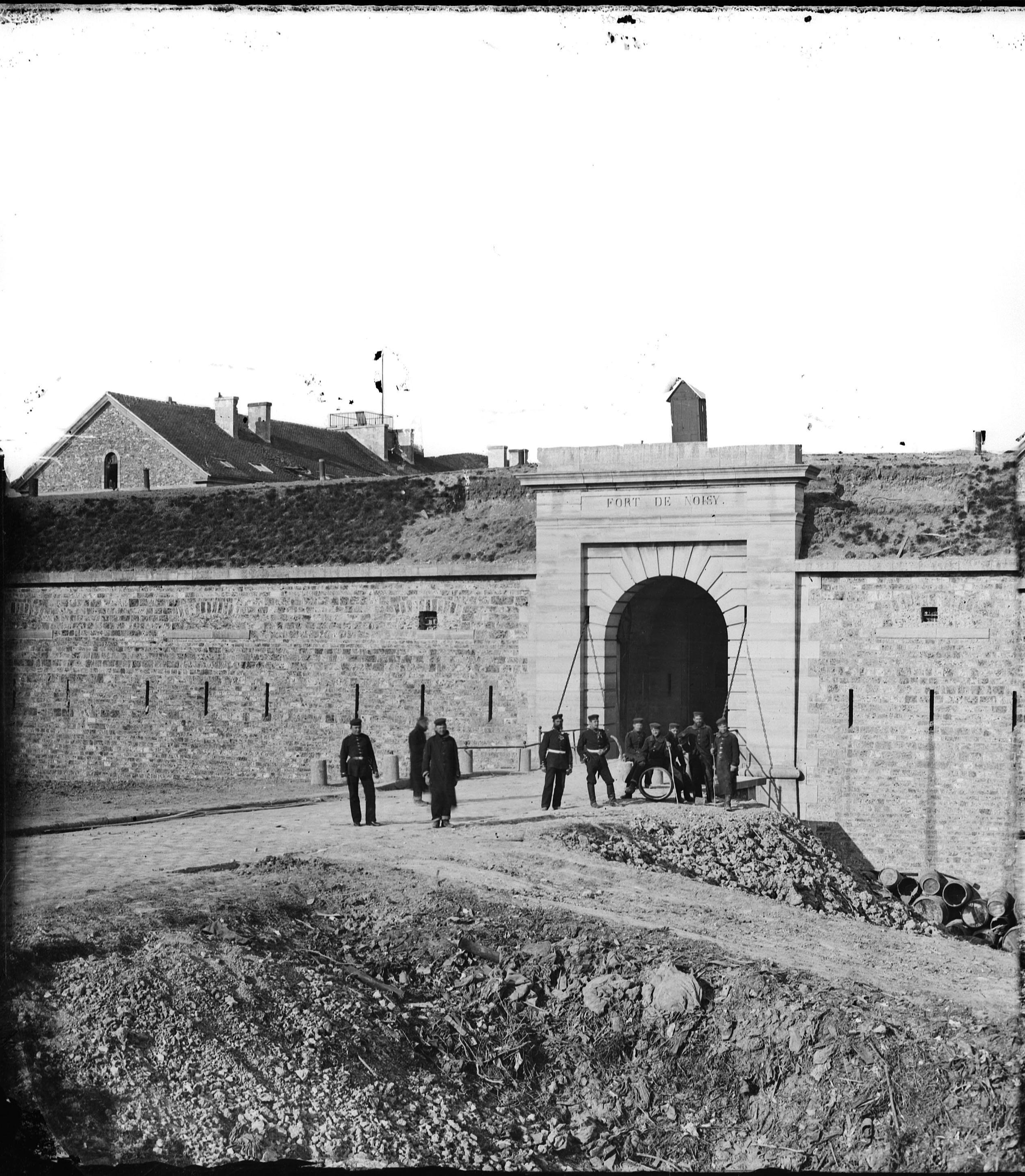
L'entrée du fort en 1871. Photographie d'Hippolyte Blancard.

Durant la guerre d'Algérie, le fort de Noisy sert de casernement à la force de police auxiliaire créée spécialement pour la répression, en-dehors du cadre légal si nécessaire, des activités du Front de libération nationale en France.
Le centre mobilisateur No 421 (CM 421) y tient garnison jusque dans les années 1990. 
Il abrite ensuite le service Action de la direction générale de la Sécurité extérieure et un site technique qui comprend notamment les garages de préparation des véhicules de cette direction.